# オーバーシュプレーヴァルト＝ラウジッツ郡
オーバーシュプレーヴァルト＝ラウジッツ郡 (ドイツ語: Landkreis Oberspreewald-Lausitz, 低地ソルブ語: Wokrejs Górne Błota-Łužyca) は、ドイツ連邦共和国ブランデンブルク州南部の郡である。隣接する郡は、西部でエルベ＝エルスター郡、北部でダーメ＝シュプレーヴァルト郡、東部でシュプレー＝ナイセ郡、南部でザクセン州のバウツェン郡、マイセン郡である。  

## 地理
オーバーシュプレーヴァルト＝ラウジッツ郡は、ブランデンブルク州南部、北緯56度東経56度に位置し、標高は海抜56 mから201 mである。郡内で最も高い山は、標高201 mのクッチェンベルクであり、州内でも2番目に高い山である。郡の領域はラウジッツ地方を綺麗に跨っている。南部はオーバーラウジッツでラウジッツ山地が始まり、中部は黒エルスター川の河床とラウジッツ境界壁があるニーダーラウジッツ、北部には上部シュプレーヴァルトが広がる。

## 歴史
現在のオーバーシュプレーヴァルト＝ラウジッツ郡の地には、第二次世界大戦敗戦の1945年までプロイセン王国、プロイセン州（邦）のホイアースヴェルダ郡、カーラウ郡、リーベンスヴェルダ郡が置かれていた。東ドイツ時代には1952年にこれら3郡からゼンフテンベルク郡が編成され、コトブス県に属した。ドイツ再統一の1990年、当時のゼンフテンベルク郡内では僅差ではあるが過半数がザクセン州への帰属に賛成したが、郡議会はこれとは逆の決議を行った。オーバーシュプレーヴァルト＝ラウジッツ郡は、1993年ブランデンブルク州郡改革の一環として、カーラウ郡 (Kreis)、ゼンフテンベルク郡、バート・リーベンスヴェルダ郡の一部から編成された。

## 人口動態
以 下の表は、オーバーシュプレーヴァルト＝ラウジッツ郡の人口動態を示している（1990年は10月3日付、1991年からは12月31日付け）。数値は統 計時の郡域によるものである（当郡成立以前の1990年から1992年の数値は、1993年12月6日領域に合わせた数値）。
| 年   | 人口    |
| ---- | ------- |
| 1990 | 166,351 |
| 1991 | 161,229 |
| 1992 | 161,124 |
| 1993 | 159,828 |
| 1994 | 158,537 |
| 1995 | 156,758 |
| 1996 | 155,024 |
| 1997 | 152,924 |
| 1998 | 150,414 |
| 1999 | 148,124 |

| 年   | 人口    |
| ---- | ------- |
| 2000 | 145,110 |
| 2001 | 141,959 |
| 2002 | 139,062 |
| 2003 | 136,251 |
| 2004 | 134,025 |
| 2005 | 132,032 |
| 2006 | 129,581 |
| 2007 | 127,278 |
| 2008 | 125,216 |
| 2009 | 123,426 |

| 年   | 人口    |
| ---- | ------- |
| 2010 | 121,679 |
| 2011 | 116,898 |
| 2012 | 115,212 |
| 2013 | 113,842 |
| 2014 | 112,896 |

出典: Landesbetrieb für Datenverarbeitung und Statistik Brandenburg
- 現在の郡域の人口動態と予測
- 1875年からの人口動態（領域は今日のもの）
- 人口動態予測
- 年齢構成予測

出典：ベルリン＝ブランデンブルク統計局、ブランデンブルク州建設交通局、ベルテルスマン財団による詳細なデータはWikimedia CommonsのPopulation Projection Brandenburg にある。

## 政治

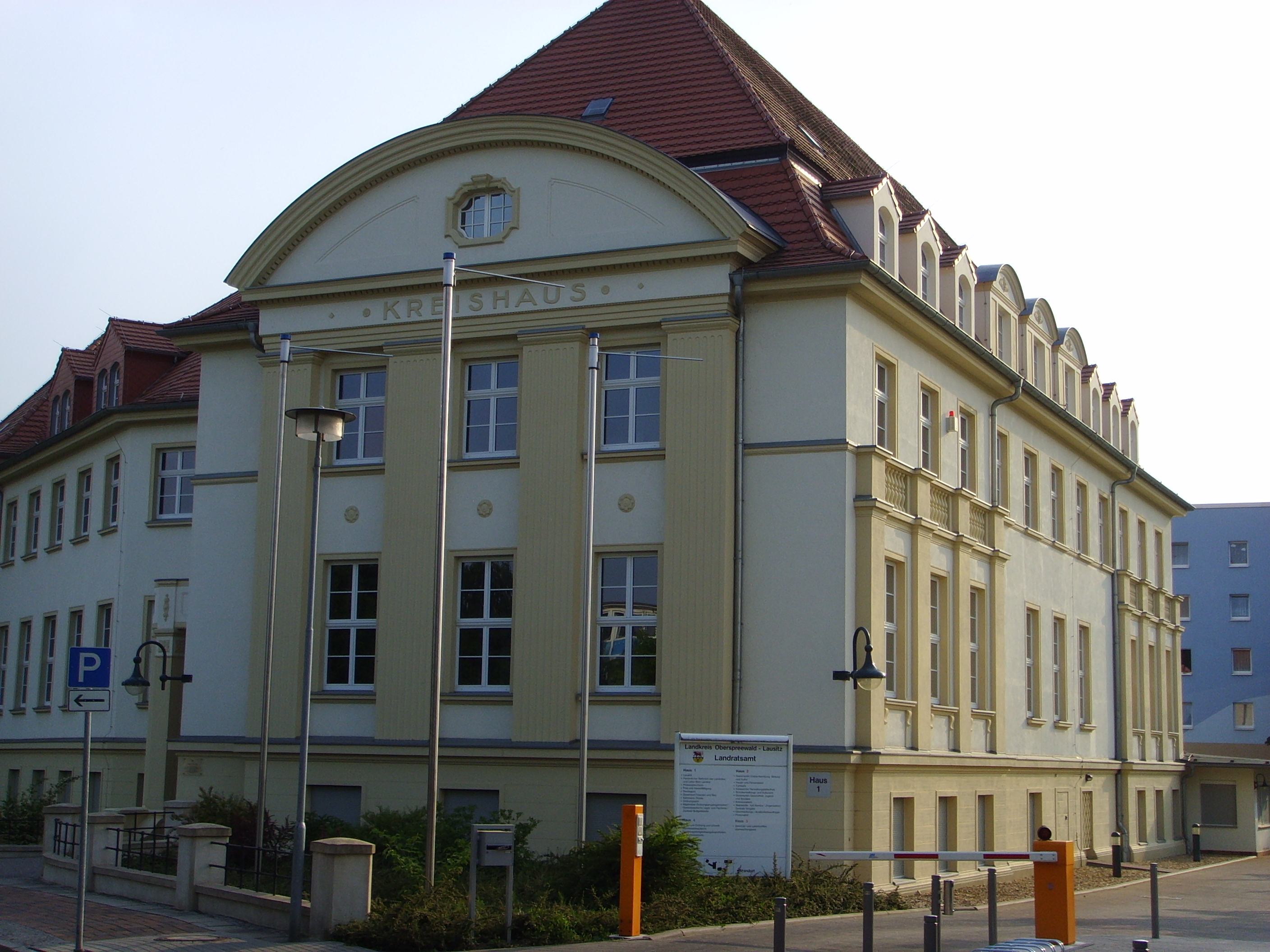
郡庁

### 郡長
2010年に無所属のジーグルト・ハインツェ (Siegurd Heinze) が郡長に当選した。郡で初の直接選挙による郡長であり、州内でも唯一である。
- 1994–2006: ホルガー・バルチュ（ドイツ語版） (SPD)
- 2006–2009: ゲオルク・デュルシュミット（ドイツ語版） (CDU) 7月に解任
- 2010-: Siegurd Heinze（無所属、CDU公認）

郡庁はゼンフテンベルクのベルクバウハウス（「鉱山の家」）に置かれている。

### 郡議会
2014年ブランデンブルク州地方選挙（5月25日）による議席配分は以下の通り。
| 政党/会派                                                                   | 議席 |
| --------------------------------------------------------------------------- | ---- |
| SPD                                                                         | 15   |
| CDU                                                                         | 14   |
| Die Linke                                                                   | 9    |
| Freie Wählergruppe Bauern - Landwirtschaft, Umwelt, Natur (Freie WG Bauern) | 3    |
| NPD                                                                         | 2    |
| GRÜNE/B90                                                                   | 2    |
| Brandenburger Vereinigte Bürgerbewegungen/Freie Wähler (BVB/FREIE WÄHLER)   | 1    |
| FDP                                                                         | 1    |
| Aktionsgruppe gegen soziales Unrecht Senftenberg (AGSUS)                    | 1    |
| Stimme freier Bürger (SFB)                                                  | 1    |
| Freie Wählergruppe Schwarzheide (FWS)                                       | 1    |

CDU/Freie WG Bauern/FDPと、Freie Wähler/GRÜNE (GRÜNE/B90, BVB/FREIE WÄHLER, SFB, FWS) は、各々統一会派を形成している。
出典：wahlergebnisse.brandenburg.de

### 紋章
紋章は1994年11月25日に承認された。
紋章記述：「銀と青で分けられ、爪と角が描かれず、歩行する赤い雄牛は、尾が背中の上に延びている。下部は3つの凸部の金の鋸壁で、金色の盾がつき、その中には黒のライオンが直立する」。
郡内のアムト、都市、町村の紋章はオーバーシュプレーヴァルト＝ラウジッツ郡内の紋章一覧を参照。

### 旗

オーバーシュプレーヴァルト＝ラウジッツ郡の旗

旗は白・赤・白 (1:3:1) の横三色旗で、中央の赤い部分には、郡の紋章が付く。

## 経済と社会資本
グロースレッシェン、ラウフハンマー、シュヴァルツハイデ、ゼンフテンベルクにある経済拠点は、ブランデンブルク州内に15か所ある地域経済成長拠点の1つとなっている。こうして指定を受けた将来性のある分野が助成されている。

### 交通網

#### 道路
| - A 13 - A 15 | - B 96 - B 115 - B 156 - B 169 |

#### 鉄道路線

##### 地域路線、貨物線
- ライプツィヒ/ハレ-カーラウ-コトブス線（ドイツ語版）
- ベルリン-リュベナウ-コトブス－ゲルリッツ線
- リュベナウ-カーラウ-アルトデーベルン-ゼンフテンベルク線（ドイツ語版）
- グローセンハイン-ルーラント-ゼンフテンベルク-コトブス線（ドイツ語版）
- ファルケンベルク/エルスター-ラウフハンマー-ルーラント-ホイアースヴェルダ-ホルカ線（ドイツ語版）

##### 貨物線
- ゼンフテンベルク（ドイツ語版）–カーメンツ（ドイツ語版）線

以前はこの他に、褐炭の露天掘りの採掘場から発電所までを結ぶ炭鉱軌道が縦横に張り巡らされていた。

#### 公共交通
公共交通はオーバーシュプレーヴァルト＝ラウジッツ交通企業 によって運営されている。バス交通は南ブランデンブルク近距離交通 (SBN) とその他の民間企業によって運行されている。ゼンフテンベルクとリュベナウの市内交通は SBN が、ラウフハンマーでは「デア・ニーダーラウジッツァー」社が運営している。

## 市町村
2003年自治体領域改革の決定により、郡内には25自治体があり、内9つは都市である。2008年の決定により2自治体が公式に2言語表記を定めている（ドイツ語、低地ソルブ語）。
*カッコ内斜体は公式の低地ソルブ語名称である。
カッコ内は2023年12月31日における人口である。 
| 都市 （¹アムト所属市） 1. カーラウ（7,695人） 2. グロースレッシェン（8,298人） 3. ラウフハンマー（13,951人） 4. リュベナウ/シュプレーヴァルト (Lubnjow/Błota) （15,774人） 5. オルトラント¹（2,021人） 6. ルーラント¹（3,737人） 7. シュヴァルツハイデ（5,637人） 8. ゼンフテンベルク（23,282人） 9. フェッチャウ/シュプレーヴァルト (Wětošow/Błota) （7,645人） アムト非所属自治体 1. シプカウ（6,614人） | アムト及び所属自治体 1. アムト・アルトデーベルン（5,527人） 1. アルトデーベルン（2,415人） 2. ブロンコウ（543人） 3. ルッカイツタール（755人） 4. ノイペータースハイン（1,233人） 5. ノイ＝ゼーラント（581人） 2. アムト・オルトラント（6,009人） 1. フラウエンドルフ（707人） 2. グロースメーレン（1,062人） 3. クロッペン（714人） 4. リンデナウ（757人） 5. オルトラント、都市（2,021人） 6. テッタウ（748人） 3. アムト・ルーラント（7,115人） 1. グリューネヴァルト（506人） 2. グーテボルン（520人） 3. ヘルムスドルフ（733人） 4. ホーエンボッカ（979人） 5. ルーラント、都市（3,737人） 6. シュヴァルツバッハ（640人） |  |

## ナンバープレート
1994年1月1日以来、識別記号の「OSL」が割り当てられ、使用されている。2013年3月15日からはこれに加えて、「CA」（カーラウ）、「SFB」（ゼンフテンベルク）が利用可能となった。 